# Alexeï Vassiliev (musicien)
Pour les articles homonymes, voir Alexeï Vassiliev.
Alexeï Nikolaïevitch Vassiliev (Алексе́й Никола́евич Васи́льев), né le 22 janvier 1971, est un violoncelliste et pédagogue russe, recteur depuis 2015 du conservatoire Rimski-Korsakov de Saint-Pétersbourg.

## Carrière
Vassiliev commence le violoncelle à l'âge de six ans auprès de son père, musicien au Théâtre Kirov (Mariinsky aujourd'hui). Il étudie en même temps à l'école spéciale de musique du conservatoire de Léningrad, puis entre dans ce même conservatoire dans la classe d'Anatoli Nikitine.
Il commence à l'orchestre symphonique de la Philharmonie de Saint-Pétersbourg sous la direction de Iouri Temirkanov, et dans des tournées à l'étranger. 
Il est diplômé en 1995 et reçoit un troisième prix avec son épouse, la pianiste A. Jilina, au concours de Trapani en Italie. Il se produit en soliste ou en ensemble et dans les années 2000 commence aussi une carrière de chef d'orchestre au sein de l'orchestre du conservatoire, avec des musiciens comme Liana Issakadzé, Pavel Egorov, Vladimir Michtchouk, Daniil Trifonov. Il est nommé artiste honoré de Russie en 2018. Il poursuit aussi une carrière d'enseignant de violoncelle au conservatoire, puis devient professeur à la chaire de violoncelle et de harpe. Il est membre de différents jurys internationaux.
Il devient recteur remplaçant du conservatoire en 2015 et recteur élu et nommé en 2016,.